# Tanamá (Arecibo)
Tanamá es un barrio ubicado en el municipio de Arecibo en el estado libre asociado de Puerto Rico. En el Censo de 2010 tenía una población de 3190 habitantes y una densidad poblacional de 148,55 personas por km².

## Geografía
Tanamá se encuentra ubicado en las coordenadas 18°25′21″N 66°42′58″O / 18.42250, -66.71611. Según la Oficina del Censo de los Estados Unidos, Tanamá tiene una superficie total de 21.47 km², de la cual 21.15 km² corresponden a tierra firme y 0.32 km² (1.48 %) es agua.

## Demografía
Según el censo de 2010, había 3190 personas residiendo en Tanamá. La densidad de población era de 148,55 hab./km². De los 3190 habitantes, Tanamá estaba compuesto por el 78.09 % blancos, el 9.15 % eran afroamericanos, el 0.44 % eran amerindios, el 0.19 % eran asiáticos, el 8.65 % eran de otras razas y el 3.48 % pertenecían a dos o más razas. Del total de la población el 99.06 % eran hispanos o latinos de cualquier raza.